# 10BASE2

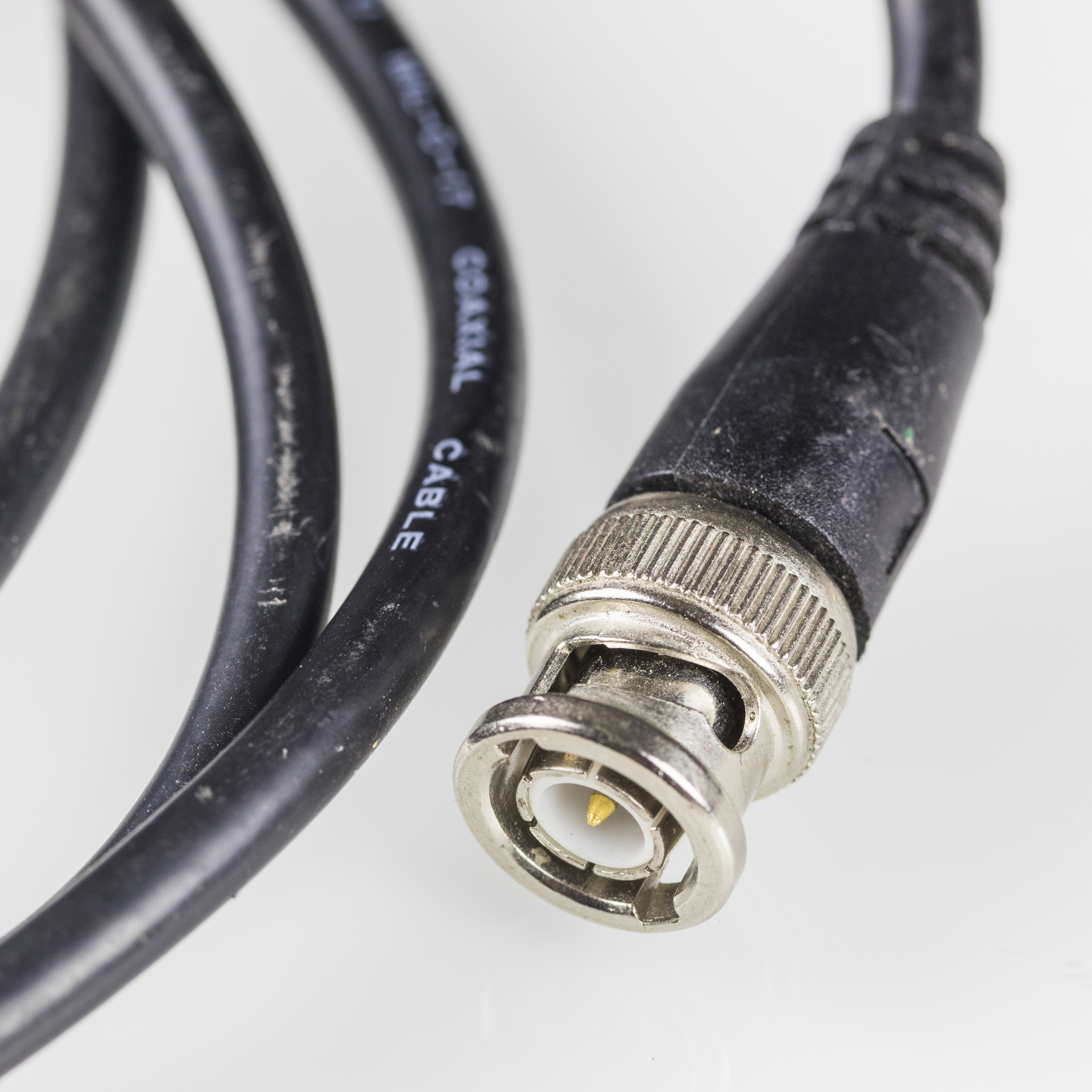
10BASE2 cable showing the BNC connector end.

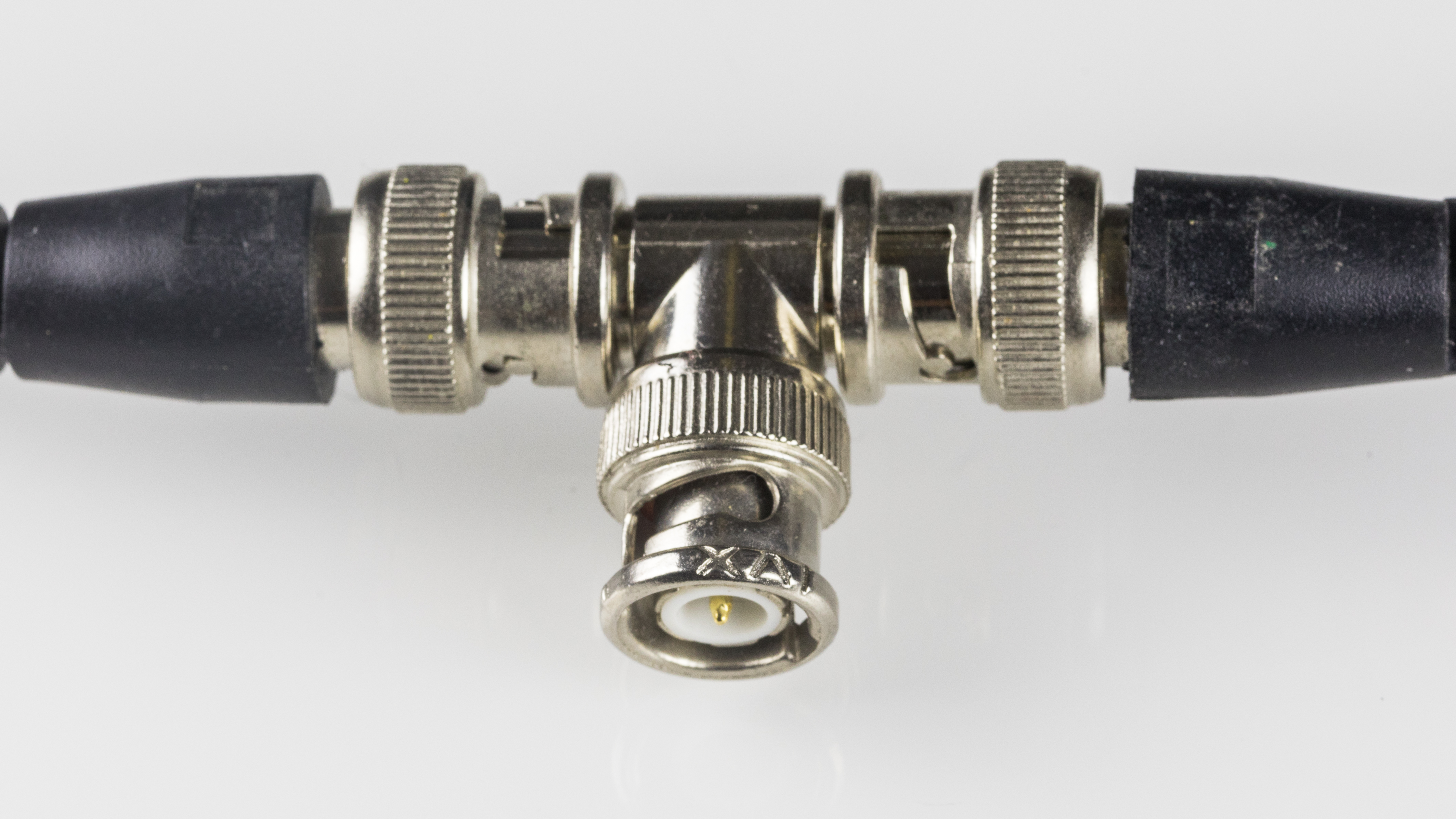
Cáp 10BASE2 có đầu nối BNC-T.

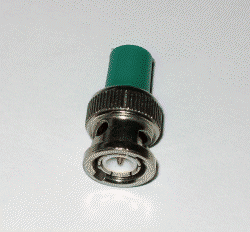
Đầu cuối cáp 10BASE2.

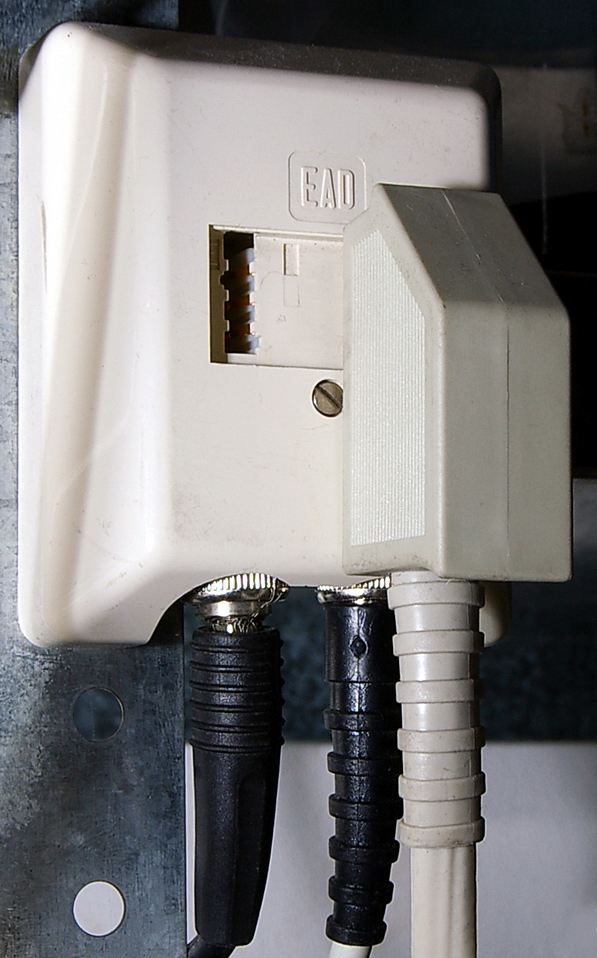
ổ cắm EAD

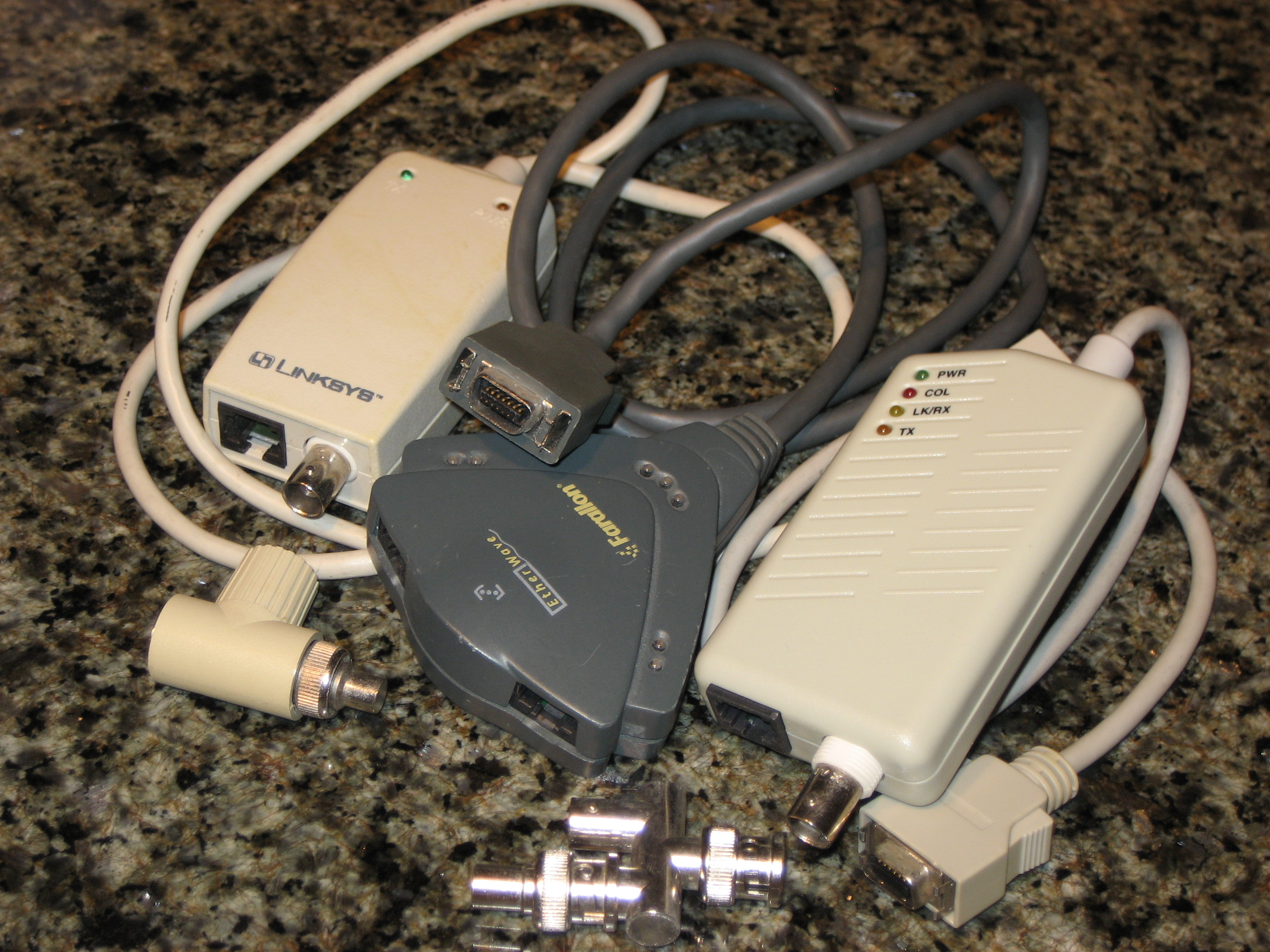
Các loại đầu nối chữ T khác nhau, với các AAUI (một biến thể AUI dành riêng cho máy tính Apple)

10BASE2 (còn được gọi là cheapernet, thin Ethernet, thinnet, và thinwire) là một biến thể của Ethernet có tốc độ băng thông (bandwidth) là 10Mbps(10) sử dụng cáp đồng trục mỏng được kết nối bằng đầu nối BNC.Từ giữa đến cuối những năm 1980, đây là chuẩn Ethernet 10 Mbit/s chiếm ưu thế, nhưng do nhu cầu lớn về mạng tốc độ cao, chi phí thấp của cáp xoắn đôi Cat5, và sự phổ biến của mạng không dây 802.11, cả 10BASE2 và 10BASE5 đã trở thành ngày càng lỗi thời, mặc dù các thiết bị vẫn tồn tại ở một số địa điểm. Kể từ năm 2011, IEEE 802.3 đã không chấp nhận tiêu chuẩn này cho các cài đặt mới.